# Bagad Bro Foën
Le bagad Bro Foën est un ensemble traditionnel de musique bretonne du pays fouesnantais.

## Présentation
Le bagad Bro Foën (bagad du pays fouesnantais) représente les 7 communes du canton : Bénodet, Clohars-Fouesnant, la Forêt-Fouesnant, Fouesnant, Gouesnac'h, Pleuven, Saint-Évarzec.
Le bagad a pour objectif la pratique et la diffusion de la musique traditionnelle bretonne à travers ses différents terroirs et danses.

### Composition
Cette formation musicale est composée de 3 pupitres : Bombardes, Cornemuses (biniou, cornemuses écossaises), batterie (aisses claires, percussions, grosse caisse). Ils sont menés par un penn soner.
Sur les 50 membres de l’association, se produisent aujourd’hui des sonneurs de 9 à 63 ans.

## Historique

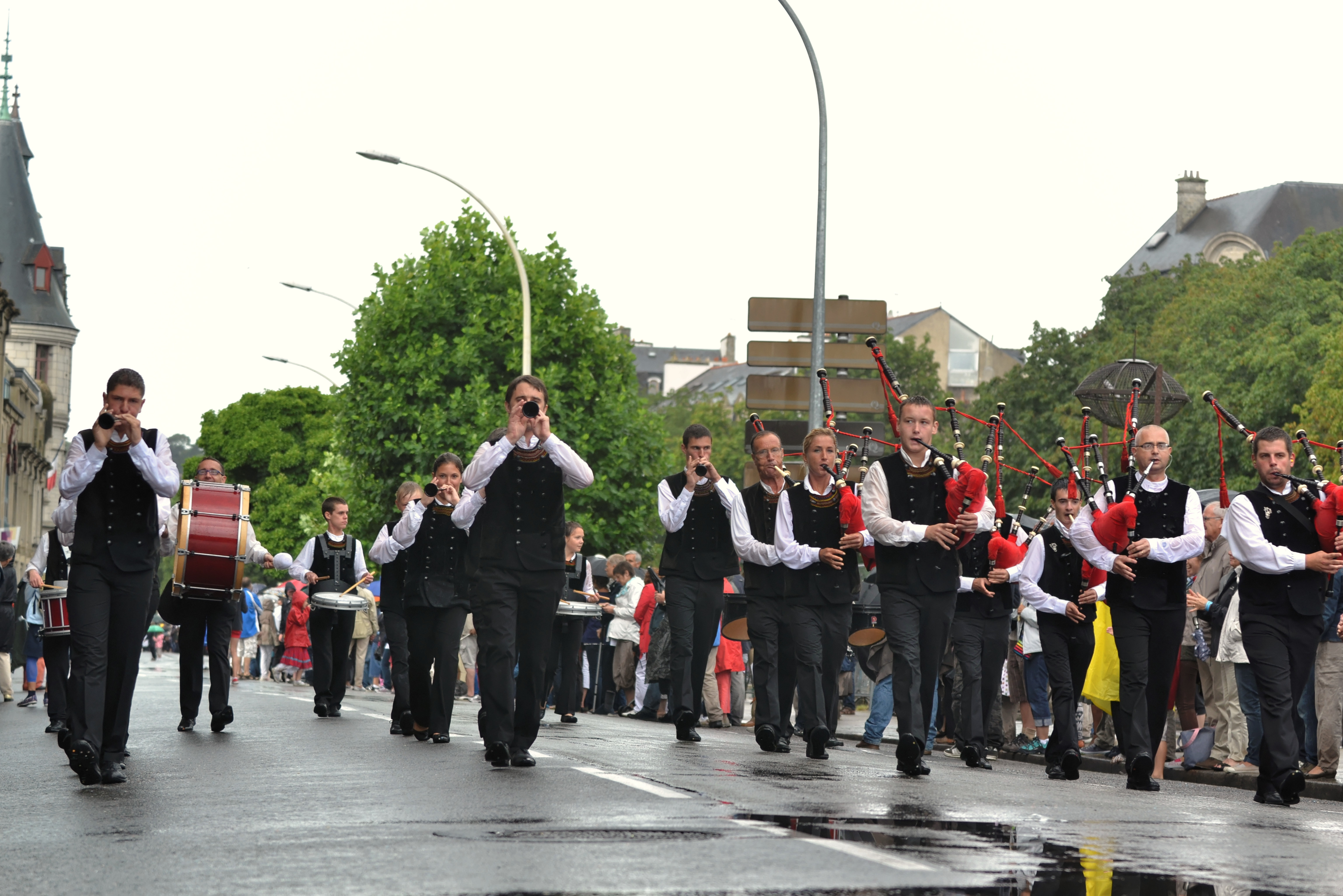
Défilé lors du festival de Cornouaille 2013.

Le bagad a vu le jour en septembre 1996. Une vingtaine de personnes suivent les cours dispensés par les moniteurs de la BAS 29 (assemblée des sonneurs du Finistère). En décembre 1997 il offre une première prestation devant 600 personnes à l'occasion du spectacle du cœur à Fouesnant.
En 1998, l'effectif a triplé. Le bagad présente alors une formation au concours départemental de Quimper et se classe 4e sur les 15 bagadoù présents. Le pupitre batterie obtient un premier prix d'encouragement. Fort de sa réussite, le bagad prépare le concours national de Lorient, et se classe 11e sur 33. En mai 99 le bagad se présente au concours de Quimper pour la deuxième fois et termine premier avec un premier prix bombarde et un premier prix d'air à danser. Il participe également au concours d'ensembles de bombardes à Croas Spern et au concours de musiques de Menez Meur dans le parc naturel régional d'Armorique (près d'Hanvec).
En août 2000, avec soixantaine de membres dont la moitié de confirmés, il accède en 4e catégorie puis en août 2002 en 3e catégorie. Après cette ascension rapide, les mouvements d'effectif connus en 2009 n'ont pu permettre au bagad de se maintenir à ce niveau. Il fait alors une pause pour repartir en 5e catégorie en 2010. Avec son école de musique, il se concentre désormais sur l'apprentissage musical pour les jeunes du pays fouesnantais.
En 2011 pour ses 15 ans, il réunit dans le spectacle "Eskemm" les cercles de Saint-Evarzec, de La Forêt Fouesnant, de Fouesnant et de Bénodet et des invités surprises.
En 2013, il accède de nouveau à la 4e catégorie dans laquelle il concourt depuis.
En mai 2016, le bagad Bro Foen fête ses 20 ans en organisant un fest noz à La Forêt Fouesnant le 14 mai avec Sonerien Du, Ebrel/Flatres et Pilhaouer's.
Le 13 juillet 2019, il participe à la retraite aux flambeaux et au spectacle précédant le feu d’artifice sur la cale de Beg-Meil.

## Résultats auchampionnat national des bagadoù
| Catégorie    | Année        | Lieu    | Type                   | Classement | Précisions                               |
| ------------ | ------------ | ------- | ---------------------- | ---------- | ---------------------------------------- |
| 5e catégorie | 1998         | Quimper | départemental          | 4e/15      |                                          |
|              |              | Lorient | national               | 11e/33     |                                          |
|              | 2000         | Quimper | départemental          | 1er/18     |                                          |
|              |              | Carhaix | national               | 1er/32     | 18,63/20, accède à la 4e cat.            |
| 4e catégorie | 2001         | Pontivy | première manche        | 3e/12      |                                          |
|              |              | Lorient | deuxième manche        | 4e/11      |                                          |
|              | 2002         | Pontivy | première manche        | 1er/11     |                                          |
|              |              | Lorient | deuxième manche        | 2e/10      | moyenne de 16,381 et accède à la 3e cat. |
| 3e catégorie | 2003         | Vannes  | première manche        | 7e/14      |                                          |
|              |              | Lorient | deuxième manche        | 6e/12      |                                          |
|              | 2005         | Pontivy | première manche        | 11e/15     |                                          |
|              |              | Lorient | deuxième manche 3eB/4e | 7e/18      |                                          |
|              | 2006         | Pontivy | première manche        | 8e/14      |                                          |
|              |              | Lorient | deuxième manche        | 3e/15      |                                          |
|              | 2008         | Plœmeur | première manche        | 1e/12      |                                          |
|              |              |         | deuxième manche        | ?          |                                          |
| 5e catégorie | 2011 et 2012 | Quimper | départemental          | 2e         |                                          |
|              | 2013         | Quimper | départemental          | 1e/11      |                                          |
|              |              | Carhaix | national               | 3e/19      | 16,36/20, accède à la 4e cat.            |
| 4e catégorie | 2014         | Pontivy | première manche        | 9e/10      |                                          |
|              |              | Lorient | deuxième manche        | 3e/9       |                                          |
|              | 2015         | Pontivy | première manche        | 8e/10      |                                          |
|              |              | Lorient | deuxième manche        | 1e/8       |                                          |
|              | 2016         | Pontivy | première manche        | 7e/10      |                                          |